# Gefedereerde Maleise Staten
De Gefedereerde Maleise Staten waren een federatie van vier staten op het schiereiland Malakka (Selangor, Perak, Negeri Sembilan en Pahang) die bestond van 1895 tot 1946. Daarna vormden ze samen met de Straits Settlements en de Ongefedereerde Maleise Staten de Unie van Malakka. Twee jaar later werd het de Federatie van Malakka en in 1963 met de toevoeging van Sarawak, Singapore en Noord-Borneo werd het Maleisië.